# 78453 Bullock
78453 Bullock è un asteroide della fascia principale. Scoperto nel 2002, presenta un'orbita caratterizzata da un semiasse maggiore pari a 3,2076505 UA e da un'eccentricità di 0,1399621, inclinata di 5,95854° rispetto all'eclittica.
L'asteroide è dedicato all'attrice statunitense Sandra Bullock.